# Воспроизводство населения
Воспроизводство населения — смена поколений в результате естественного движения населения. Воспроизводство населения определяется рождаемостью и смертностью. Для сохранения простого воспроизводства населения необходимо, чтобы 100 женщин производили на свет 205 детей. При низкой смертности, например, в Японии, для простого воспроизводства населения необходим Суммарный коэффициент рождаемости в 2,08, а для России 2,12. По мнению Александра Синельникова, для простого воспроизводства населения при современном уровне смертности необходим суммарный коэффициент рождаемости в 2,1. Необходимый для воспроизводства населения уровень рождаемости зависит от смертности: в конце 19 века в России до 20 лет доживала лишь половина родившихся детей, тогда как сейчас больше 98 % родившихся детей доживают до 20 лет, поэтому для воспроизводства населения нижний предел коэффициента рождаемости может быть снижен.

## Типы и режимы воспроизводства населения

### Архетип
В соответствии с изменением совокупности демографических показателей принято выделять три основных исторических типа воспроизводства населения. Первый и самый ранний из них— так называемый архетип воспроизводства населения. Он господствовал в первобытном обществе, находившемся на стадии присваивающей экономики, и ныне встречается очень редко, например, среди некоторых племён индейцев Амазонии. Архетип практически полностью зависит от условий окружающей среды и не регулируется обществом. Численность людей при архетипе растёт очень медленно и может снижаться в отдельные периоды.

### Традиционный (патриархальный)
Второй тип воспроизводства, «традиционный», или «патриархальный», доминирует в аграрном или на ранних стадиях индустриального общества. Главные отличительные черты — очень высокая рождаемость и смертность, низкая средняя продолжительность жизни. Многодетность является обычаем, способствует лучшей деятельности семьи в аграрном обществе. Высокая смертность — следствие низкого уровня жизни людей, тяжёлого труда и плохого питания, недостаточного развития образования и медицины. Этот тип воспроизводства характерен для многих слаборазвитых стран — Нигерии, Нигера, Индии, Сомали, Уганды, Афганистана, Йемена, Мьянмы, Бангладешa и особенно для Эфиопии и Анголы, где рождаемость составляет 45 ‰, смертность — 20 ‰, а средняя продолжительность жизни — лишь 43—47 лет.
В значительной части развивающихся стран (Мексика, Бразилия, Филиппины, Пакистан, Ливия, Таиланд, ЮАР и др.) «традиционный» тип воспроизводства населения за последние десятилетия изменился. Уровень смертности снизился до 6-10 ‰ в связи с успехами медицины. Но традиционно высокая рождаемость в основном сохраняется. В итоге прирост населения здесь очень высок — 2,5—3,0 % в год. Именно эти страны с «переходным» типом воспроизводства населения предопределяют высокие темпы роста населения мира в конце XX в.

### Современный
Третий, не удовлетворяющий воспроизводству поколений, так называемый «современный» тип воспроизводства населения, порождается переходом от аграрной экономики к индустриальной. Он характерен для индустриальных и постиндустриальных обществ, как в развитых, так и в развивающихся странах, где уже завершился демографический переход. Этот тип воспроизводства характеризуется низкой и всё более снижающейся рождаемостью, низкой, но постепенно растущей смертностью, вследствие высокой и всё более растущей долей пожилых людей в обществе, низким или отрицательным естественным приростом населения и чаще всего, но не всегда высокой средней продолжительностью жизни (при отсутствии постоянной иммиграции из других стран, притормаживающей данные процессы). К концу XX века и началу XXI века он был характерен в основном только для развитых стран и небольшого количества развивающихся стран завершивших демографический переход, но со временем в XXI веке он стал затрагивать и менее развитые страны, и стал приобретать черты общемирового демографического тренда, приводящего к глобальному старению населения Земли (кроме Африки южнее Сахары) и вызванного им уже в ряде стран, как развитых, так и развивающихся, демографического кризиса.

### Режим воспроизводства населения
Процесс самосохранения населения в ходе непрерывных изменений называют воспроизводством населения, и именно он является предметом демографии. Воспроизводство населения — постоянное возобновление численности и структуры населения в ходе смены поколений людей на основе рождаемости и смертности, а также миграции. Совокупность параметров, определяющих этот процесс, называется режимом воспроизводства населения.

## Коэффициенты воспроизводства населения

### Брутто-коэффициент воспроизводства населения
Брутто-коэффициент воспроизводства населения исчисляется на основе количества девочек, которое в среднем родит каждая женщина за весь свой репродуктивный период и равен суммарному коэффициенту рождаемости, умноженному на долю девочек среди новорождённых:
{\displaystyle R=\Delta \times TFR=\Delta \ \times \sum _{15}^{49}ASFR_{x}}
{\displaystyle R} — брутто-коэффициент воспроизводства

{\displaystyle TFR} — суммарный коэффициент рождаемости

{\displaystyle ASFR_{x}} — повозрастные коэффициенты рождаемости

{\displaystyle \Delta } — доля девочек среди новорождённых
В случае если расчёт ведётся по 5-летним интервалам, а именно такие данные как правило доступны, то формула расчёта брутто-коэффициента воспроизводства имеет дополнительный множитель 5 в своей последней части.

### Нетто-коэффициент воспроизводства населения (коэффициент Бёка—Кучински)
Иначе Нетто-коэффициент воспроизводства населения называют чистым коэффициентом воспроизводства населения. Он равен среднему числу девочек, рождённых за всю жизнь женщиной и доживших до конца репродуктивного периода при данных уровнях рождаемости и смертности.
Нетто-коэффициент воспроизводства населения рассчитывается по следующей приближённой формуле (для данных по 5-летним возрастным группам):
{\displaystyle R_{0}=\Delta \ \sum _{15}^{49}{\frac {ASFR_{x}}{1000}}\times {\frac {Lx}{l_{0}}}}
Все обозначения те же, что и в формуле для брутто-коэффициента
{\displaystyle 5Lx} и {\displaystyle l_{0}} — соответственно числа живущих на возрастном интервале (x + 5) лет из таблицы женской смертности, а {\displaystyle l_{0}} — её корень. Множитель 1000 в знаменателе дроби добавлен для того, чтобы рассчитать нетто-коэффициент на одну женщину.

### Истинный коэффициент естественного прироста
Нетто-коэффициент воспроизводства населения ({\displaystyle R_{0}}) показывает, что численность стабильного населения, соответствующего реальному с данными общими коэффициентами рождаемости и смертности, которые принимаются неизменными, изменяется (то есть увеличивается или уменьшается) в {\displaystyle R_{0}} раз за время Т, то есть за длину поколения. Учитывая это и принимая гипотезу экспоненциального роста (убыли) населения, можно получить следующее соотношение, связывающее нетто-коэффициент и длину поколения:
{\displaystyle R_{0}=e^{rT}\to \ T={\frac {lnR_{0}}{r}}\to \ r={\frac {lnR_{0}}{T}}}

## Исторические типы воспроизводства населения
- Архетип:

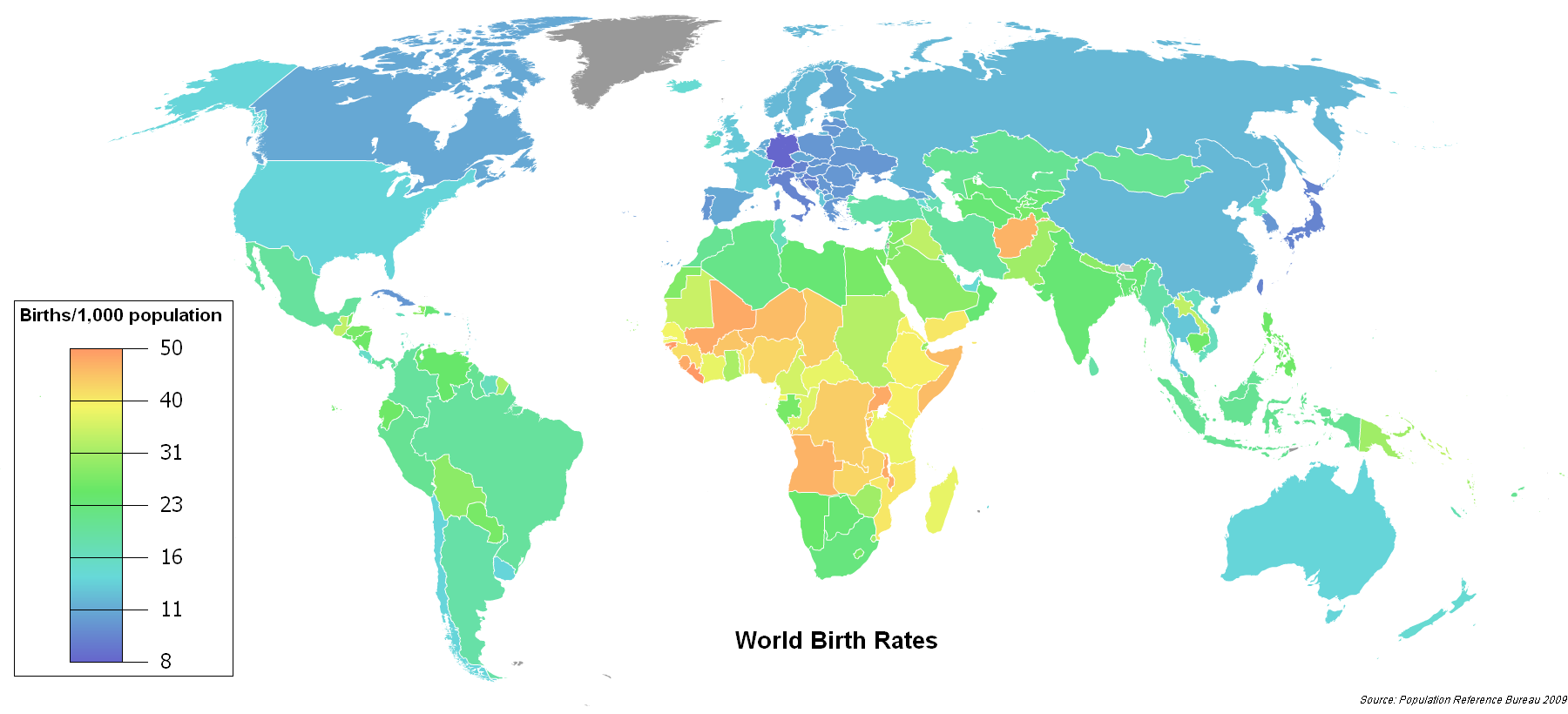
Карта мира, на которой показано среднее количество рождений на тысячу человек. По оценкам и прогнозам ООН от 2008 года.

  - естественный, практически не контролируемый социумом уровень рождаемости и смертности
  - рождаемость и смертность близки по уровню, естественный прирост подвержен резким колебаниям в зависимости состояния природной среды
  - чрезвычайно низкая ожидаемая продолжительность жизни (18—25 лет)
  - вероятность для девочки дожить до среднего возраста материнства 15—40 %
  - смертность настолько высока, что численность народов увеличивается чрезвычайно медленно, а периодически даже может уменьшаться
  - период удвоения численности может достигать 250 и более лет

Характерен для первобытного общества. Примером служат племена индейцев.
- Традиционный:
  - высокая, неконтролируемая на индивидуально-семейном уровне рождаемость (4—8 живорождений на одну женщину в течение всего репродуктивного периода), обеспечивающая умеренный положительный естественный прирост
  - низкая средняя ожидаемая продолжительность жизни (25—45 лет), определяемая, главным образом, очень высокой младенческой и детской смертностью (до одного года умирает 150—350 из 1000 новорождённых)
  - вероятность для девочки дожить до среднего возраста материнства 30—70 %
  - период удвоения численности населения в среднем около 50 лет
  - высокая смертность — следствие низкого уровня жизни людей, тяжёлого труда, низкого качества воды, плохого питания, недостаточного развития санитарно-гигиенического контроля среды обитания, зачаточного состояния профилактической и клинической медицины

Распространён в аграрном обществе, характерен для слаборазвитых стран — Нигерия, Бангладеш, Эфиопия.
- «Переходный»:
  - уровень смертности снижается до 6—10 ‰ вследствие успехов медицины
  - традиционно высокая рождаемость сохраняется или снижается медленными темпами
  - очень высокий прирост населения — 2,5—3 % в год

Характерен для Мексики, Бразилии, Индии и др. — именно за счёт них в конце XX века наблюдаются высокие темпы роста населения в мире.
- Современный:
  - низкая рождаемость, но постепенно растущая смертность, вследствие высокой и всё более растущей долей пожилых людей в обществе. Выживает большая часть детей
  - непрерывное повышение продолжительности жизни
  - Суммарный коэффициент рождаемости постепенно снижается, что приводит (после снижения ниже примерно 2,1) к сокращению населения. Например, в ФРГ суммарный коэффициент рождаемости составляет 1,47; в Японии 1,43; в Южной Корее 1,29; в Боснии и Герцеговине 1,33; в Сингапуре 0,87; в Испании 1,51; в России 1,6; в КНР 1,6; на Кубе 1,71; в Финляндии 1,74; в Уругвае 1,77; в Чили 1,77; в Нидерландах 1,77; в США 1,84 и т. д.[11]
  - улучшение уровня жизни

Он характерен для индустриальных и постиндустриальных обществ, как в развитых, так и в развивающихся странах, где уже завершился демографический переход: Япония, Россия, Италия, Белоруссия, Греция, Украина, Южная Корея, Германия, Уругвай, Болгария, Молдова, Куба, Китайская республика и т. д.